# 오스카르 보니에크 가르시아
오스카르 보니에크 가르시아 라미레스(스페인어: Óscar Boniek García Ramírez, 1984년 9월 4일, 테구시갈파 ~)는 온두라스의 축구 선수로, 현재 온두라스의 CD 올림피아 소속이다. 그는 두번째 이름으로 유명 폴란드 국가대표 즈비그니에프 보니에크의 이름을 따 보니에크가 되었다.

## 클럽 경력
2003년 8월 10일, 가르시아는 레알 파테플루마에서 1군 데뷔를 하였고, 이 경기에서 아틀레티코 올란차노에게 1-4로 패하였다. 2004년, 그는 온두라스의 올림피아로 이적하였다. 그는 온두라스의 또다른 클럽인 마라톤에서 활약하기도 하였다. 그는 또한 프랑스 클럽 파리 생제르맹으로 보름간 트라이얼을 거치면서 포르투갈 투어 2경기에서 비토리아와 벤피카를 상대하였다.

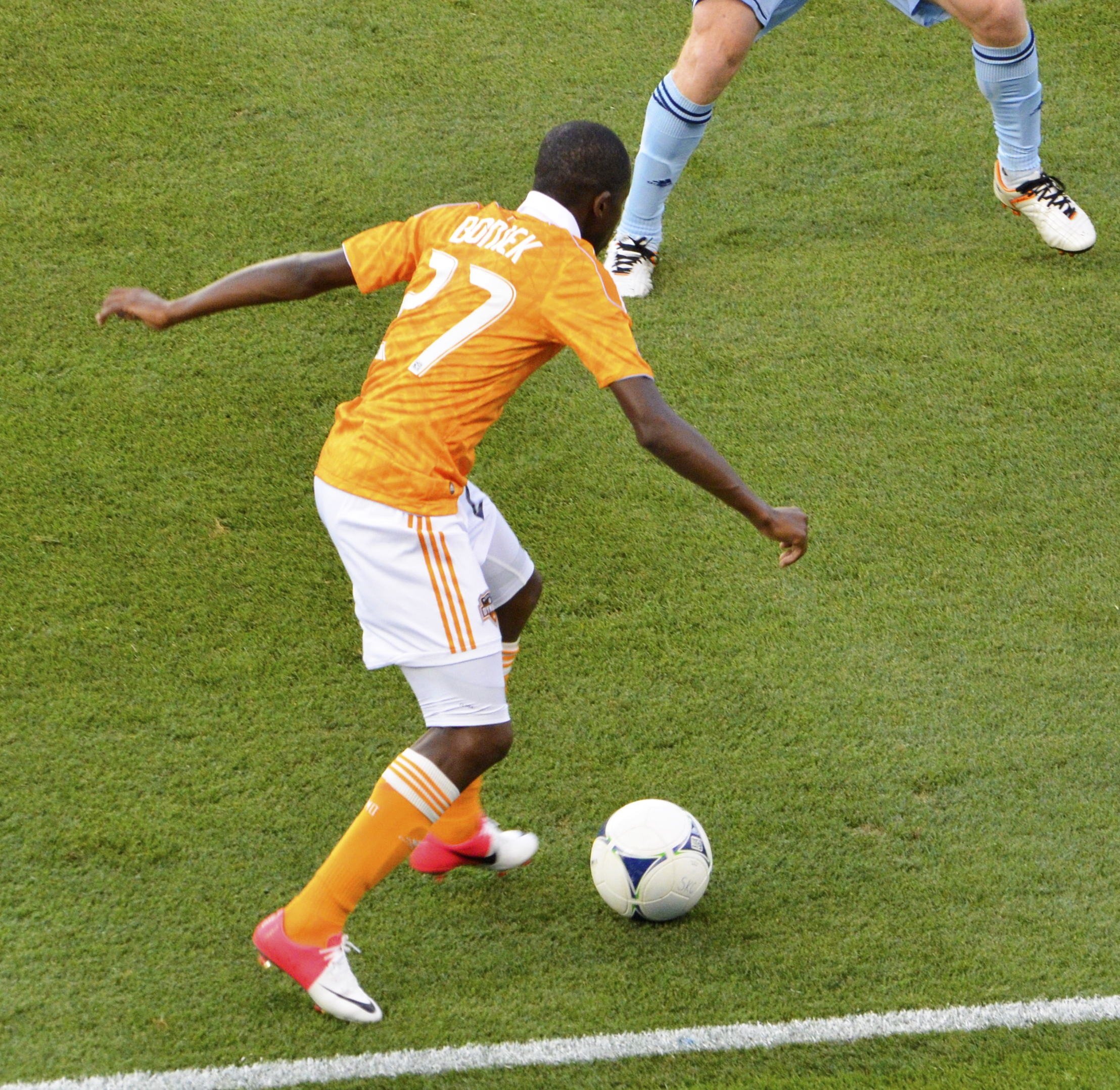
2012년 7월 7일, 스포팅 캔자스 시티를 상대하는 가르시아.

2009년 8월동안, 그는 동료 온두라스인 로헤르 로하스와 함께 잉글랜드 프리미어리그의 위건 애슬레틱에 합류하여 3년 계약을 체결할 것으로 보였다. 계약은 성사되지 못하였고, 가르시아는 올림피아에 잔류하게 되었다.
2012년 6월 7일, 메이저 리그 사커 클럽 휴스턴 다이너모가 그를 2번째 주급 무제한 선수로 영입하였다. 2012년 7월 15일, 그는 D.C. 유나이티드와의 경기 62분에 다이너모 유니폼을 입고서는 첫 득점을 신고하였다.

## 국가대표팀 경력
2005년 7월, 가르시아는 캐나다와의 친선경기에서 온두라스 국가대표 데뷔전을 치르었고, 2012년 12월까지 총 73경기에 출전하여 3골을 집어넣었다. 그는 FIFA 월드컵 예선 경기에 자국을 대표로 11경기를 출전하였고, 2007년, 2009년, 그리고 2011년의 코파 센트로아메리카나, 2005년, 2007년, 그리고 2011년의 CONCACAF 골드컵에 참가하였다. 그는 남아공의 2010년 FIFA 월드컵에 참가하였으나 한 경기도 출전하지 못하였다. 그는 교체로 출전한 프랑스전을 포함하여 2014년 FIFA 월드컵에서 온두라스를 대표로 E조의 3경기에 모두 출전하였다.

### 국가대표팀 득점 기록
아래의 점수에서 왼쪽의 점수가 온두라스의 점수이다.
| #  | 날짜            | 경기장                                                      | 상대       | 점수 | 결과 | 대회                      |
| -- | --------------- | ----------------------------------------------------------- | ---------- | ---- | ---- | ------------------------- |
| 1. | 2010년 9월 4일  | 로스앤젤레스 메모리얼 컬리시엄, 로스앤젤레스, 미국          | 엘살바도르 | 1–1  | 2–2  | 친선경기                  |
| 2. | 2013년 6월 11일 | 에스타디우 티부르시오 카리아스 안디노, 테구시갈파, 온두라스 | 자메이카   | 2–0  | 2–0  | 2014년 FIFA 월드컵 예선전 |

## 사생활
그는 중간 이름이 보니에크 (Boniek) 인데, 유명 폴란드 국가대표인 즈비그니에프 보니에크에 대한 그의 존경의 표시이다. 가르시아는 현재 휴스턴에서 "보니에크"라는 이름이 새겨진 유니폼을 입고 활약한다.

## 수상

### 클럽
올림피아
- 리가 나시오날 데 푸트볼 프로페시오날 데 온두라스: 2004–05 클라우수라, 2005–06 아페르투라, 2005–06 클라우수라, 2007–08 아페르투라, 2008–09 클라우수라, 2009–10 클라우수라, 2011–12 아페르투라, 2011–12 클라우수라

휴스턴 다이너모
- MLS 이스턴 컨퍼런스: 2012

### 국가대표팀
온두라스
- 코파 센트로아메리카나: 2011

### 개인
- MLS 올해의 라틴계 선수 (Latino del Año): 2012[12]

## 같이 보기
- A매치 100경기 이상 출전한 축구 선수 명단